# Holochelus brussensis
Holochelus brussensis är en skalbaggsart som beskrevs av Nonveiller 1965. Holochelus brussensis ingår i släktet Holochelus och familjen Melolonthidae. Inga underarter finns listade i Catalogue of Life.